# Gračič
Gračič je naselje u slovenskoj Općini Zreču. Gračič se nalazi u pokrajini Štajerskoj i statističkoj regiji Savinjskoj. 

## Stanovništvo
Prema popisu stanovništva iz 2002. godine naselje je imalo 58 stanovnika.